# Лёгкий пехотный полк герцога Корнуольского

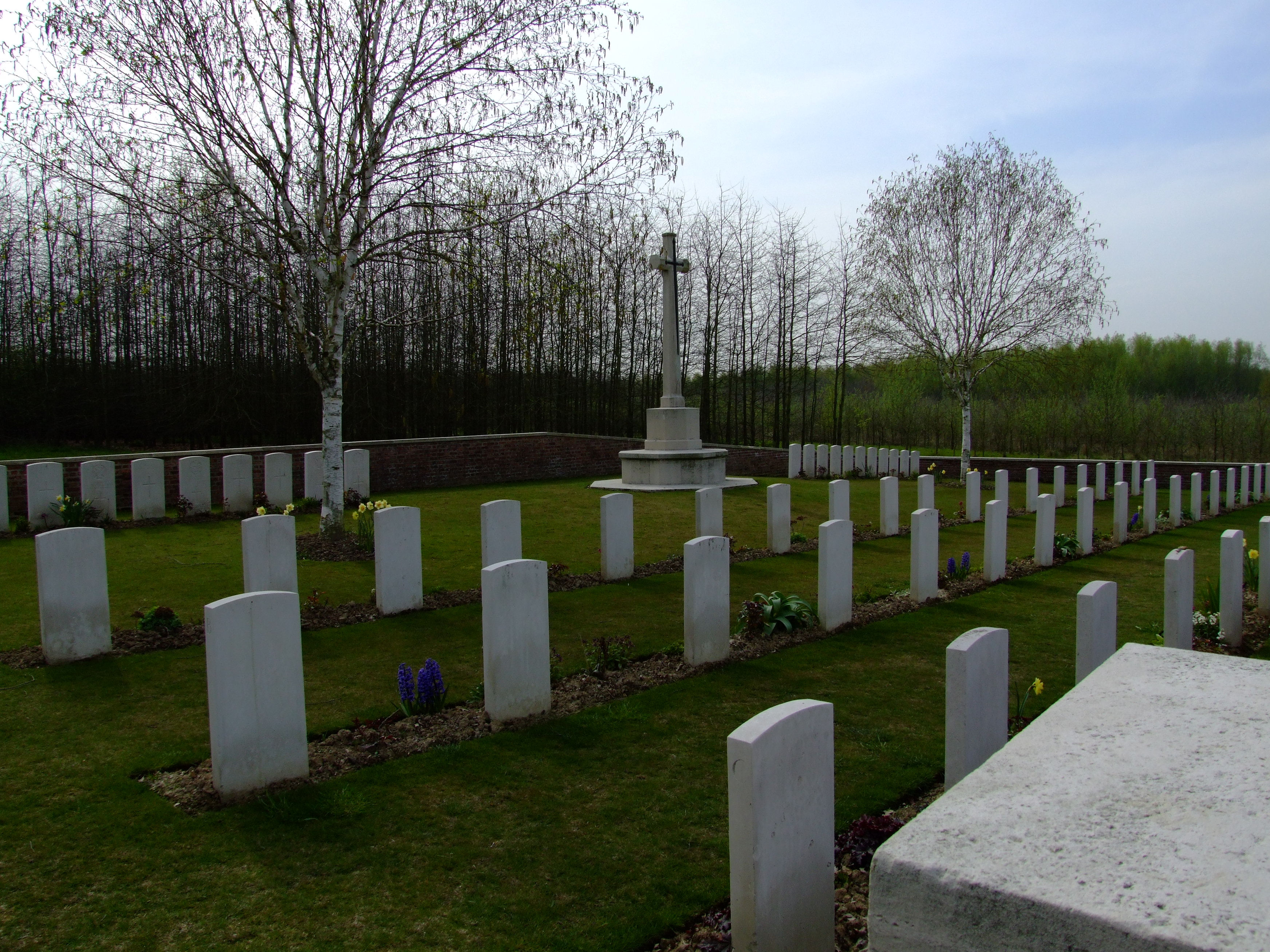
Кладбище солдат полка в Бельгии

Лёгкий пехотный полк герцога Корнуольского (англ. Duke of Cornwall's Light Infantry) — лёгкий пехотный полк Британской армии, существовавший с 1881 по 1959 годы. Образован 1 июля 1881 после реформ Хью Чайлдерса после объединения 32-го Корнуольского лёгкого пехотного и 46-го Южно-Девонширского пехотного полков. В состав полка входили милиция и стрелки-добровольцы из графства Корнуолл. В 1959 году полк объединился с Сомерсетским принца Альберта лёгким пехотным полком, на основе которого был образован Сомерсетский и Корнуольский лёгкий пехотный полк. Образованный полк позднее объединился с Даремским лёгким пехотным полком, Его Величества Шропширским лёгким пехотным полком и Собственным Его Величества йоркширским лёгким пехотным полком, а из их основе была образована современная лёгкая пехота, которая в 2007 году объединилась с Девонширским и Дорсетским пехотным полком, Королевским Глостерширским, Беркширским и Уилтширским пехотным полком и Королевскими зелёными мундирами. На основе всех этих полков появились современный пехотный полк британской армии «Стрелки», которые являются преемниками традиций полка Герцога Корнуольского.

## История

### 1881—1899
Согласно реформам Чайлдерса, один регулярный батальон каждого полка должен был располагаться в родном графстве, а другой — нести службу, причём оба они сменяли друг друга каждые несколько лет. С момента формирования полка и вплоть до начала второй англо-бурской войны существовали следующие батальоны лёгкого пехотного полка герцога Корнуольского:
| Дислокация 1-го батальона (бывшего 32-го пехотного полка) | Годы      | Дислокация 2-го батальона (бывшего 46-го пехотного полка) | Годы      |
| --------------------------------------------------------- | --------- | --------------------------------------------------------- | --------- |
| Великобритания и Ирландия                                 | 1881—1885 | Гибралтар                                                 | 1881—1882 |
| Великобритания и Ирландия                                 | 1881—1885 | Египет                                                    | 1882—1885 |
| Мальта                                                    | 1885—1888 | Судан                                                     | 1885—1886 |
| Индия и Бирма (Тирахская кампания, 1897)                  | 1888—1900 | Великобритания и Ирландия                                 | 1886—1900 |

### 1899—1914
В октябре 1889 года между британцами и бурами разгорелась война. 2-й батальон прибыл в Южную Африку через месяц, где принял участие в боях на западной границе Капской колонии. В феврале 1900 года он был включён в 19-ю лёгкую бригаду, сражался в её составе против буров при Пардеберге и в марте 1900 года вошёл в Блумфонтейн. До конца войны батальон участвовал в некоторых сражениях. 1-й батальон в боях участие не принимал, а в декабре 1900 года покинул Индию и перебрался на Цейлон, где охранял пленных южноафриканцев. До 1914 года батальоны несли службу на следующих территориях:
| Дислокация 1-го батальона (бывшего 32-го пехотного полка) | Годы      | Дислокация 2-го батальона (бывшего 46-го пехотного полка) | Годы      |
| --------------------------------------------------------- | --------- | --------------------------------------------------------- | --------- |
| Южная Африка                                              | 1902—1906 | Великобритания                                            | 1902—1905 |
| Великобритания                                            | 1906—1913 | Гибралтар                                                 | 1905—1907 |
| Великобритания                                            | 1906—1913 | Бермуды                                                   | 1907—1910 |
| Великобритания                                            | 1906—1913 | Южная Африка                                              | 1910—1913 |
| Ирландия (Курраг)                                         | 1913—1914 | Гонконг                                                   | 1913—1914 |

#### Батальоны резерва 1881—1914
Военная реформа 1881 года повлияла на милицию и стрелков-добровольцев Корнуолла, поэтому согласно указаниям свыше батальоны полка были переименованы:
- 3-й батальон милиции (ранее Королевские корнуолльские рейнджеры, личные стрелки герцога Корнуольского; появился в 1760 году)
- 1-й добровольческий батальон (ранее 1-й Корнуольский добровольческий стрелковый корпус; появился в 1860 году)
- 2-й добровольческий батальон (ранее 2-й Корнуольский добровольческий стрелковый корпус; появился в 1860 году)

Эти батальоны не могли служить за пределами Великобритании. Впрочем, во время второй англо-бурской войны из добровольческих батальонов набирались солдаты для рот активной службы (англ. Active Service Companies), которые пополняли личный состав основных батальонов лёгкого пехотного полка герцога Корнуольского. Благодаря этому им были возданы воинские почести, увековеченные на знамени полка в виде надписи «South Africa 1900—1901».
В 1908 году резервные силы были преобразованы в ходе реформ Ричарда Холдейна. По Акту 1907 года о Территориальных и резервных силах милицию переименовали в Особый резерв и обязали готовить рекрутов для пополнения численного состава воинских формирований в военное время. Добровольческие батальоны были включены в состав Территориальных сил, разделённых на 14 пехотных дивизий, которые могли служить за границей. 1 апреля 1908 три резервных батальона Территориальных сил были включены в состав лёгкого пехотного полка герцога Корнуольского как 3-й (Особого резерва), 4-й и 5-й (оба — Территориальных сил).

### Первая мировая война
После начала войны полк серьёзно расширился: были созданы как дополнительные батальоны резерва, так и повышена численность каждого батальона. В боях участвовали следующие батальоны полка:
| Батальон                                          | Служба                                                                         |
| ------------------------------------------------- | ------------------------------------------------------------------------------ |
| 1-й батальон                                      | Западный фронт 1914—1917; Итальянский фронт 1917—1918; Западный фронт 1918     |
| 2-й батальон                                      | Западный фронт 1914—1915; Салоникский фронт 1915—1918                          |
| 1/4-й батальон                                    | Индия 1914—1916; Аден 1916—1917; Египет 1917—1918                              |
| 2/4-й батальон                                    | (Образован в сентябре 1914) Индия 1914—1918                                    |
| 1/5-й батальон                                    | В Великобритании до 1916, Западный фронт 1916—1918                             |
| 6-й батальон особой службы                        | (Образован в августе 1914) Западный фронт 1915—1918 (распущен в феврале 1918)  |
| 7-й батальон особой службы                        | (Образован в сентябре 1914) Западный фронт 1915—1918                           |
| 8-й батальон особой службы                        | (Образован в сентябре 1914) Западный фронт 1915; Месопотамский фронт 1915—1918 |
| 10-й батальон особой службы (корнуольские сапёры) | (Образован в марте 1915) Западный фронт 1916—1918                              |

### Межвоенное время
| Годы      | 1-й батальон | Годы      | 2-й батальон                    |
| --------- | ------------ | --------- | ------------------------------- |
| 1919—1922 | Ирландия     | 1919—1920 | Индия                           |
| 1922—1939 | Индия        |           |                                 |
| 1922—1939 | Индия        | 1920—1921 | Ирак                            |
| 1922—1939 | Индия        | 1921—1922 | Ирландия                        |
| 1922—1939 | Индия        | 1922—1924 | Германия (оккупационные войска) |
| 1922—1939 | Индия        | 1924—1927 | Гернси                          |
| 1922—1939 | Индия        | 1927—1932 | Великобритания                  |
| 1922—1939 | Индия        | 1932—1935 | Гибралтар                       |
| 1922—1939 | Индия        | 1935—1939 | Великобритания                  |

### Вторая мировая война
Во время войны полк расширился до семи батальонов, но только 1-й, 2-й и 5-й участвовали непосредственно в боях за пределами Великобритании. В июле 1944 года 5-й батальон полка во время битвы за Кан долгое время вёл кровопролитные бои за высоту 112, которая стала называться «Корнуольской высотой»: 320 солдат и офицеров 5-го батальона погибли в тех боях. Батальон тогда нёс службу как часть 214-й пехотной бригады и 43-й уэссекской пехотной дивизии — дивизии с превосходной репутацией.

### После войны
Полк сократил свою численность до двух батальонов после войны. С 1946 по 1954 годы 1-й батальон нёс службу в Палестине, на Кипре, в Сомалиленде, Великобритании и Германии. 2-й батальон с 1946 по 1948 годы служил в Греции (в том числе в Восточной Македонии), а с 1948 года начался процесс его расформирования и перевода личного состава в 1-й батальон, завершившийся в 1950 году.
В 1954 году 1-й батальон отправился на службу в Ямайку и стал последним батальоном, который отслужил в Вест-Индии полный срок в виде трёх лет. Рота A несла службу в официальном лагере бермудского гарнизона: гарнизон островов не располагал пехотным батальоном регулярных войск, а все обязанности по обороне ложились на Бермудский добровольческий стрелковый корпус и Бермудскую гражданскую артиллерию. Рота A была последним регулярным подразделением из бермудского гарнизона, и после её ухода официально гарнизон Бермудских островов опустел. Командир роты, майор Дж. Энтони Марш, ветеран Второй мировой войны и Особой воздушной службы возглавил гарнизон островов — Бермудский полк, уволившись в 1970 году в звании подполковника. Рота E несла службу в Британском Гондурасе. В 1957 году роты A и E объединились с остатками батальона в Великобритании, после чего перебрались в Германию, где служили до 1959 года.
6 октября 1959 лёгкий пехотный полк герцога Корнуольского объединился с Сомерсетским лёгким пехотным полком, на их основе появился Сомерсетский и Корнуольский лёгкий пехотный полк.

## Символика полка
Эмблема полка и кокарда — рог на верёвках, увенчанный короной. Вверху изображена лента с надписью Cornwall. Кокарда выполнена из серебра.

## Память

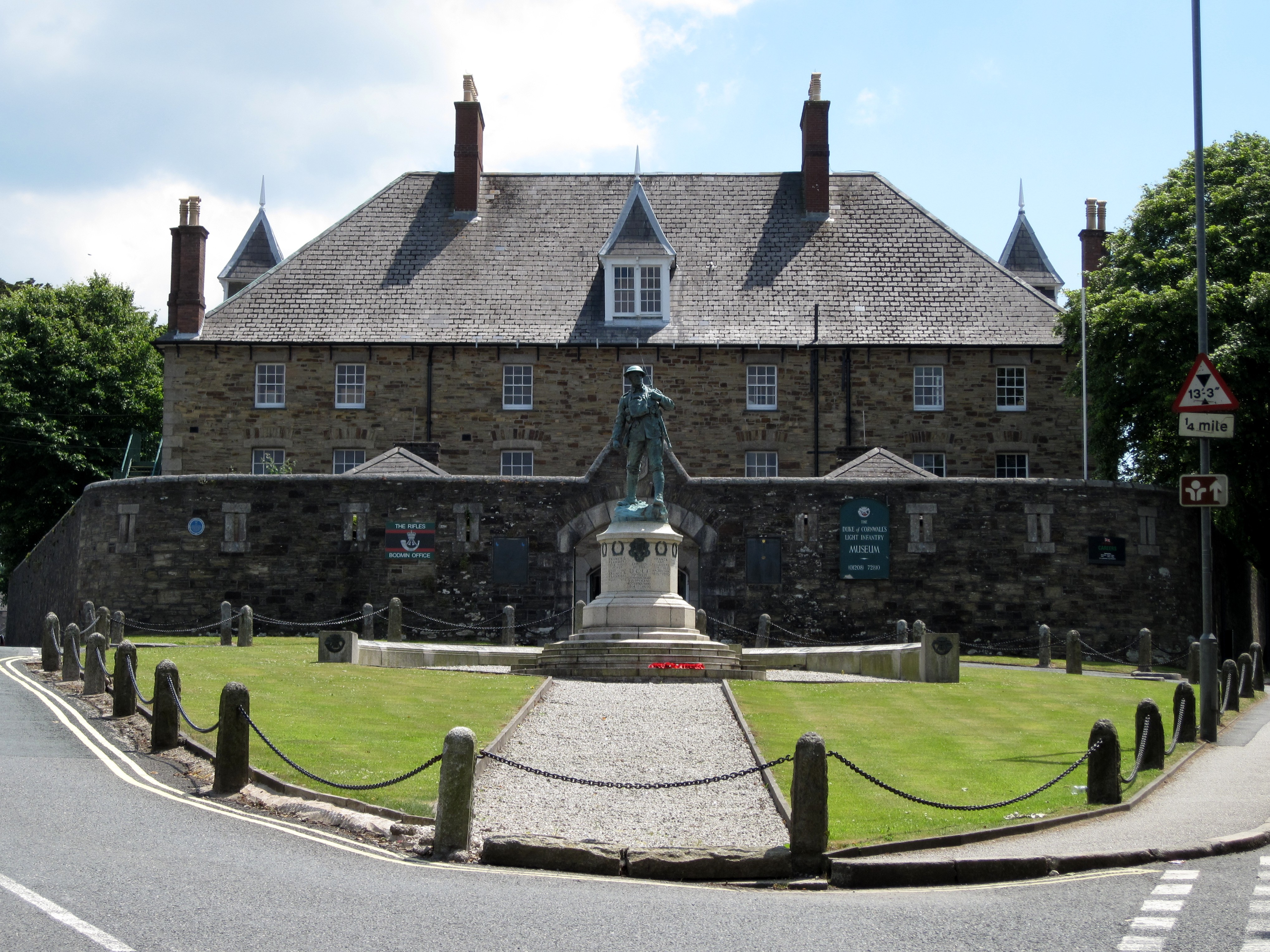
Музей лёгкого пехотного полка герцога Корнуольского

- В казармах Виктории в Бодмине располагается полковой музей, основанный в 1925 году. В музее представлены экспонаты, освещающие историю полка, начиная с 1702 года, когда существовали его старинные предшественники. В музее также находится и военная библиотека.
- Церковь города Бодмин непосредственно связана с полком. В самой церкви проводятся поминальные службы. На территории церкви установлены памятники некоторым солдатам, также там хранятся старинные полковые знамёна.
- В 2009 году британский драматург Алан Кент из Корнуолла написал пьесу «Бродящие Томми» (англ. Surfint Tommies), в которой описываются жизненные пути трёх военнослужащих полка, начиная от их работы в шахтах родного Корнуолла и заканчивая полями Фландрии. Все три героя несут службу бок-о-бок с южноафриканскими солдатами[19].

## Известные военнослужащие

### Кавалеры Креста Виктории
Восемь солдат полка награждены Крестами Виктории, из них наиболее известны лейтенант Филип Кёртис, сержант Томас Эдвард Рендль и бригадный генерал Клемент Лесли Смит, чьи награды находятся в Музее полка в казармах Виктории в Бодмине, Корнуолл.

### Полковники
- 3 апреля 1890: генерал Джон Томас Хилл[англ.]
- 16 апреля 1902: генерал-лейтенант Гранвилль Джордж Четвинд Стэпильтон[англ.][20]

### Прочие
- Генерал-лейтенант Артур Наджент Флойер-Акленд[англ.] CB, DSO, MC, DL[англ.] (7 сентября 1885 — 18 февраля 1980)
- Джон Мур, майор 32-го полка, погибший во время осады Лакхнау
- Гарри Пэтч, 110-летний долгожитель, последний в истории солдат-«Томми» (17 июня 1898 — 25 июля 2009)
- Гарольд Ройфф[21]
- Генерал-майор Дэвид Тайак[англ.] (18 ноября 1915 — 10 февраля 2010), полковник полка с 1957 по 1959 годы (позднее заместитель полковника в Сомерсетском и Корнуольском лёгком пехотном полку[англ.])[22]
- Сэр Дэвид Уиллкокс[англ.] CBE, MC, композитор и дирижёр, игравший на органе.

## Боевые почести
По законам Вооружённых сил Великобритании, особо отличившемуся подразделению воздаются боевые почести — оно имеет право нанести на своё знамя символическое название кампании, за которое было удостоено почестей. Полк отмечен следующими боевыми почестями за время службы:
- From 32nd Regiment of Foot: Roliça, Vimiero, Corunna, Salamanca, Pyrenees, Nivelle, Nive, Orthes, Peninsula, Waterloo, Goojerat, Mooltan, Punjaub, Lucknow
- From 48nd Regiment of Foot: Dominica, Sevastopol, Gibraltar 1704-05, Dettingen, St. Lucia 1778, Tel el Kebir, Egypt 1882, Nile 1884-85, Paardeberg, South Africa 1899-1902
- The Great War (15 battalions): Mons, Le Cateau, Retreat from Mons, Marne 1914, Aisne 1914, La Bassée 1914, Armentières 1914, Ypres 1915 '17, Gravenstafel, St. Julien, Frezenberg, Bellewaarde, Hooge 1915, Mount Sorrel, Somme 1916 '18, Delville Wood, Guillemont, Flers-Courcelette, Morval, Le Transloy, Ancre 1916, Bapaume 1917 '18, Arras 1917, Vimy 1917, Scarpe 1917, Arleux, Langemarck 1917, Menin Road, Polygon Wood, Broodseinde, Poelcappelle, Passchendaele, Cambrai 1917 '18, St. Quentin, Rosières, Lys, Estaires, Hazebrouck, Albert 1918, Hindenburg Line, Havrincourt, Canal du Nord, Selle, Sambre, France and Flanders 1914-18, Italy 1917-18, Struma, Doiran 1917 '18, Macedonia 1915-18, Gaza, Nebi Samwil, Jerusalem, Tell 'Asur, Megiddo, Sharon, Palestine 1917-18, Aden
- The Second World War: Defence of Escaut, Cheux, Hill 112, Mont Pincon, Noireau Crossing, Nederrijn, Opheusden, Geilenkirchen, Rhineland, Goch, Rhine, North-West Europe 1940 '44-45, Gazala, Medjez Plain, Si Abdallah, North Africa 1942-43, Cassino II, Trasimene Line, Advance to Florence, Incontro, Rimini Line, Italy 1944-45